# Nová Baňa
Nová Baňa (mađ. Újbánya, njem. Königsberg) je grad u Banskobistričkom kraju u središnjoj Slovačkoj. Grad se upravno nalazi u Okrugu Žarnovica.

## Povijest
Najstariji tragovi naselja na prostoru grada su iz kasnog kamenog doba. Poznata jedinstvena brončana statua  "Janíková zemalja" potječe iz brončanog doba (oko 1500 g. prije Krista). Iz Rimskog doba nalazi se novac iz 2. i 3. stoljeća. n.e.
Godine 1345. Nová Baňa je stekao status slobodnog kraljevskog grada. Turci su grad srušili 1664. Epidemija kuge pogodila je grad u 17. stoljeću.
U neposrednoj blizini objekta Stara Huta osnovana je 1630. jedna od najstarijih   mađarskih staklana. Moderna industrija se počela razvijati 1907., izgradnjom novih staklana i rudnika. Na dugu povijest grada posjećaju Crkva Rođenja Blažene Djevice Marije (župna) sagrađena u 14. stoljeću, Crkva sv. Križa iz 1826. skulptura Svetog Trojstva iz 1847. i neo-gotička kapela Bogorodice iz 1863.

## Stanovništvo
| Godina:     | 1993. | 2003.    | 2013.   | 2023.   |
| ----------- | ----- | -------- | ------- | ------- |
| Broj ljudi: | 8565  | 7467     | 7567    | 6858    |
| Razlika:    |       | -12,81 % | +1,33 % | -9,36 % |

| Godina:     | 2022. | 2023.   |
| ----------- | ----- | ------- |
| Broj ljudi: | 6904  | 6858    |
| Razlika:    |       | -0,66 % |

Prema popisu stanovništva iz 2001. grad je imao 6596 stanovnika.

### Etnički sastav
- Slovaci – 97,51 %
- Ukrajinci – 0,85 %
- Česi – 0,47 %
- Mađari – 0,09 %
- Romi – 0,07 %
- Nijemci – 0,04 %[6]

### Religija
- rimokatolici – 82,53 %
- ateisti – 11,50 %
- pravoslavci – 1,00 %
- evangelici – 0,96 %
- grkokatolici – 0,33 %
- ostali

## Zanimljivosti
Prvi parni stroj u kontinentalnoj Europi uporabio je u Novoj Baňi 1722. Englez Issac Potter koji se koristio u rudarstvu.

## Vanjske poveznice
- Službena stranica grada